# Tossal de Bellera
El Tossal de Bellera és una muntanya de 561 metres que es troba al municipi de Torà, a la comarca catalana del Solsonès.